# Gaz portatif comprimé
Le gaz portatif comprimé désigne un gaz manufacturé obtenu à partir de schiste bitumineux appelé boghead et rendu transportable par compression ou liquéfaction. Le gaz portatif comprimé est l’ancêtre de nos bouteilles ou cartouches de propane et butane.

## Histoire
Les premières expériences menées vers 1850 pour obtenir du gaz comprimé utilisable par des lampes portatives s'avérèrent un échec.
En 1870, le gaz dit portatif, transporté dans la circulation à Paris et dans les communes suburbaines, est uniquement fourni par la distillation d'un schiste bitumineux appelé boghead et exploité en Écosse.
« Le gaz, très riche, provenant de cette distillation, est comprimé à 12 atmosphères dans des cylindres en tôle qui peuvent distribuer le gaz par l'intermédiaire de régulateurs spéciaux. On le verse par simple différence de pression dans des gazomètres à cloches établis chez les consommateurs.
On fabrique dans plusieurs usines un gaz riche, dont le pouvoir éclairant peut être triple ou quadruple de celui du gaz de houille, à volume égal, et qui est vendu en conséquence.
On distille le boghead dans des cornues, qui autrefois étaient très-surbaissées et qui, aujourd'hui, diffèrent à peine, par leur forme, des cornues actuelles pour la fabrication du gaz de houille. En sortant du barillet, le gaz se rend dans des condenseurs où il se dépose environ 0,6 kilos d'huile par mètre cube. Le gaz est ensuite épuré à la chaux et se rend alors dans les gazomètres à tubes articulés. Du gazomètre, le gaz est refoulé par des pompes dans des récipients cylindriques en forte tôle à calotte sphérique servant au transport à domicile. Les récipients d'abonnés ne contiennent le gaz comprimé que jusqu'à 4 atmosphères. Les cylindres venant des usines le contiennent à 12 atmosphères. On met en communication les récipients transportés par la voiture de l'usine avec ceux des consommateurs au moyen d'un tube flexible. Le récipient à domicile débite le gaz sous une faible pression, 10 à 20 millimètres d'eau, par l'intermédiaire d'un régulateur d'une construction ingénieuse. »